# Mamood Amadu
Mamood Amadu (17 de novembro de 1972) é um ex-futebolista profissional ganês, atuava como atacante, medalhista olímpico de bronze.
Mamood Amadu conquistou a a medalha de bronze em Barcelona 1992.